# Свешников, Евгений Эллинович
Евге́ний Элли́нович Све́шников (11 февраля 1950, Челябинск — 18 августа 2021) — советский, латвийский, российский шахматист, гроссмейстер (1977), тренер. Чемпион Москвы (1983). Инженер-механик.

## Биография

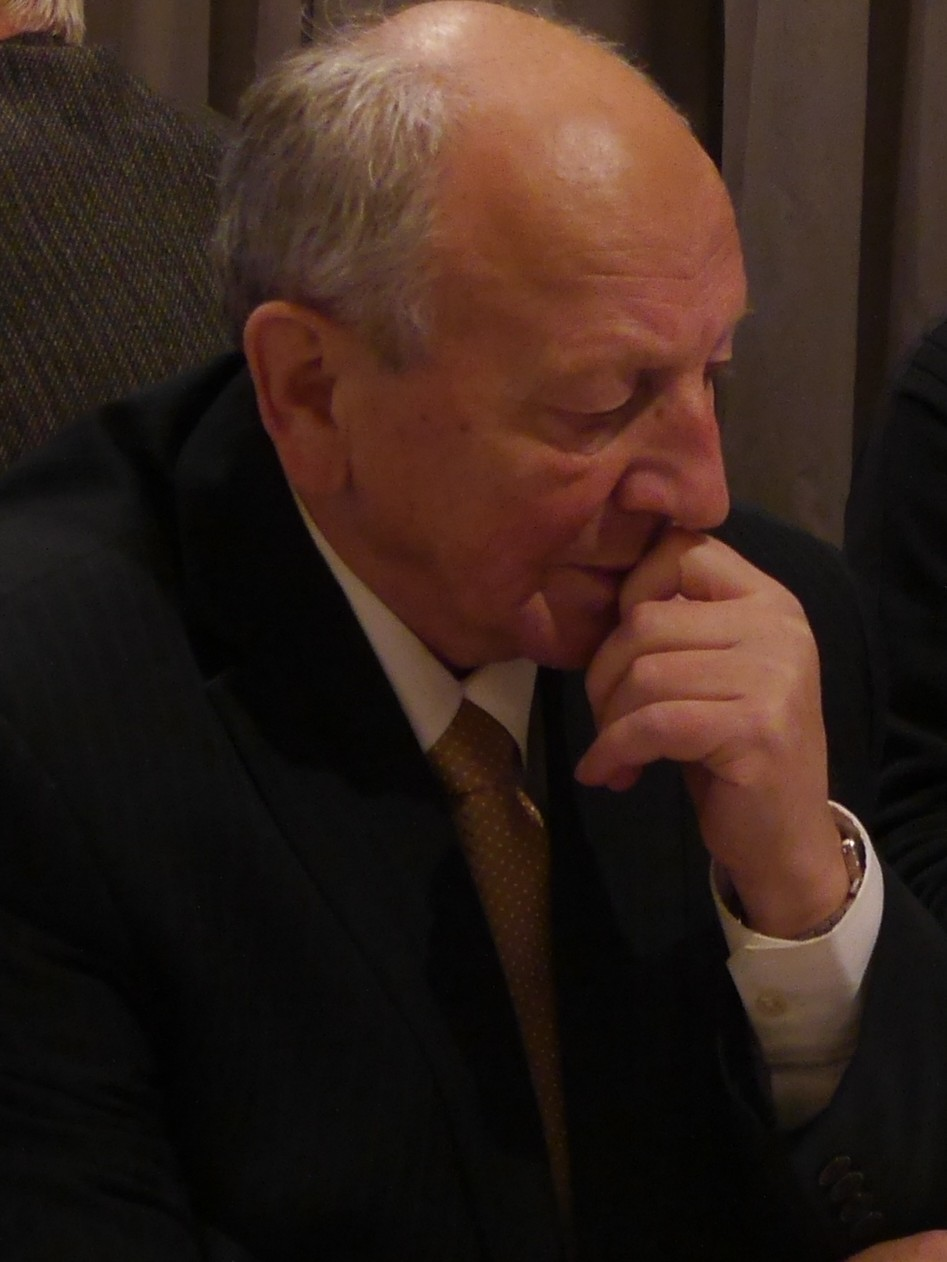
2016 год

Победитель Всесоюзных турниров молодых мастеров (1973, 1976) и Всесоюзного турнира (1975), посвящённого 30-летию Победы советского народа в Великой Отечественной войне (1941—1945). В чемпионате Москвы (1983) — 1—2-е место. Участник 9 чемпионатов СССР; лучшие результаты: 1976 — 8—10-е, 1978 — 5—8-е места. В составе различных сборных команд СССР — победитель молодёжного чемпионата мира (1976) и чемпионата Европы (1977). Лучшие результаты в международных турнирах: Пловдив (1973), Дечин (1974) и Сочи (1976) — 1—2-е; Гавр (1977) и Марина-Ромео (1977) — 1-е; Нови-Сад (1979) — 2—3-е; Сьенфуэгос (1979) — 1-е; Смедеревска-Паланка (1980) — 4-е; Вейк-ан-Зее (1981) — 3—4-е; Сараево и Львов (1983) — 5—6-е; Ленинград (1984) — 3-е; Копенгаген (1984) — 2-е; Гастингс (1984/1985) и Сочи (1985) — 1-е; Москва (1985) — 4-е; Сочи (1987) — 4—7-е места.
В составе команды «Кадыр» (Челябинск) — чемпион России среди клубов в 1994 году и бронзовый призёр Кубка европейских чемпионов.
Обе попытки вступить в борьбу за звание чемпиона мира по шахматам закончились провалом — в зональных турнирах и в 1978 году во Львове, и в 1982 году в Ереване Свешников занял 14-е место (соответственно из 15 и 16 участников).
Внёс вклад в теорию дебютов; разработал и ввёл в практику ряд вариантов сицилианской защиты (например, Челябинский вариант). Шахматист активного позиционного стиля.
После распада СССР более двадцати лет жил в Латвии. Имел четверых детей.
Судился с Российской шахматной федерацией о праве участвовать в её официальных соревнованиях. Суть иска Свешникова состояла в том, что он хочет выступать как за Латвию, так и за Россию. Например, на шахматных олимпиадах он играл за Латвию, но также хотел участвовать в ветеранских чемпионатах России. В то же время по итогам чемпионата Латвии по шахматам 2012 года он не попал в олимпийскую сборную страны, а в чемпионате Латвии по шахматам 2013 года занял лишь 6-е место.
Чемпион мира среди ветеранов в личном (2017) и командном зачёте.

## Изменения рейтинга
| Графики недоступны из-за технических проблем. См. информацию на Фабрикаторе и на mediawiki.org. |

## Книги
- Сицилианская защита. Система 5. …e7-e5. — М.: Физкультура и спорт, 1988. — 255 с. — (Теория дебютов). — 100 000 экз. — ISBN 5-278-00001-5.
- Выигрывайте против французской защиты. Русский шахматный дом, 2005. ISBN 5-94693-035-4.
- Сицилианская для любителей. Том 1. Русский шахматный дом, 2006. ISBN 5-94693-051-6.
- Сицилианская для любителей. Том 2. Русский шахматный дом, 2007. ISBN 5-94693-160-1.
- Сицилианская защита. Вариант Мак-Доннеля 2.f4. Издатель 'Андрей Ельков', 2013. ISBN 5-906254-05-6.
- Сицилианская защита. Пикник на обочине. Издатель 'Андрей Ельков', 2015. ISBN 5-906254-14-5.